# Kościół św. Gerwazego i Protazego w Paryżu
Kościół Saint Gervais Saint Protais (św. Gerwazego i Protazego) – późnogotycki kościół w IV okręgu paryskim, na prawym brzegu Sekwany. 

## Historia
Obiekty sakralne na tym miejscu znajdowały się już w IV w. Budowa obecnego kościoła rozpoczęła się w 1494 roku i z braku pieniędzy ciągnęła się przez blisko 150 lat. Kościół nie odniósł większych zniszczeń w czasie rewolucji francuskiej, kiedy został jedynie zamknięty, a część wyposażenia rozgrabiona. Wyremontowany w XIX wieku. 
W roku 1918 w czasie niemieckiego bombardowania w dach kościoła trafił pocisk artyleryjski wystrzelony z działa paryskiego, powodując częściowe zawalenie się konstrukcji i śmierć około stu osób.

## Architektura

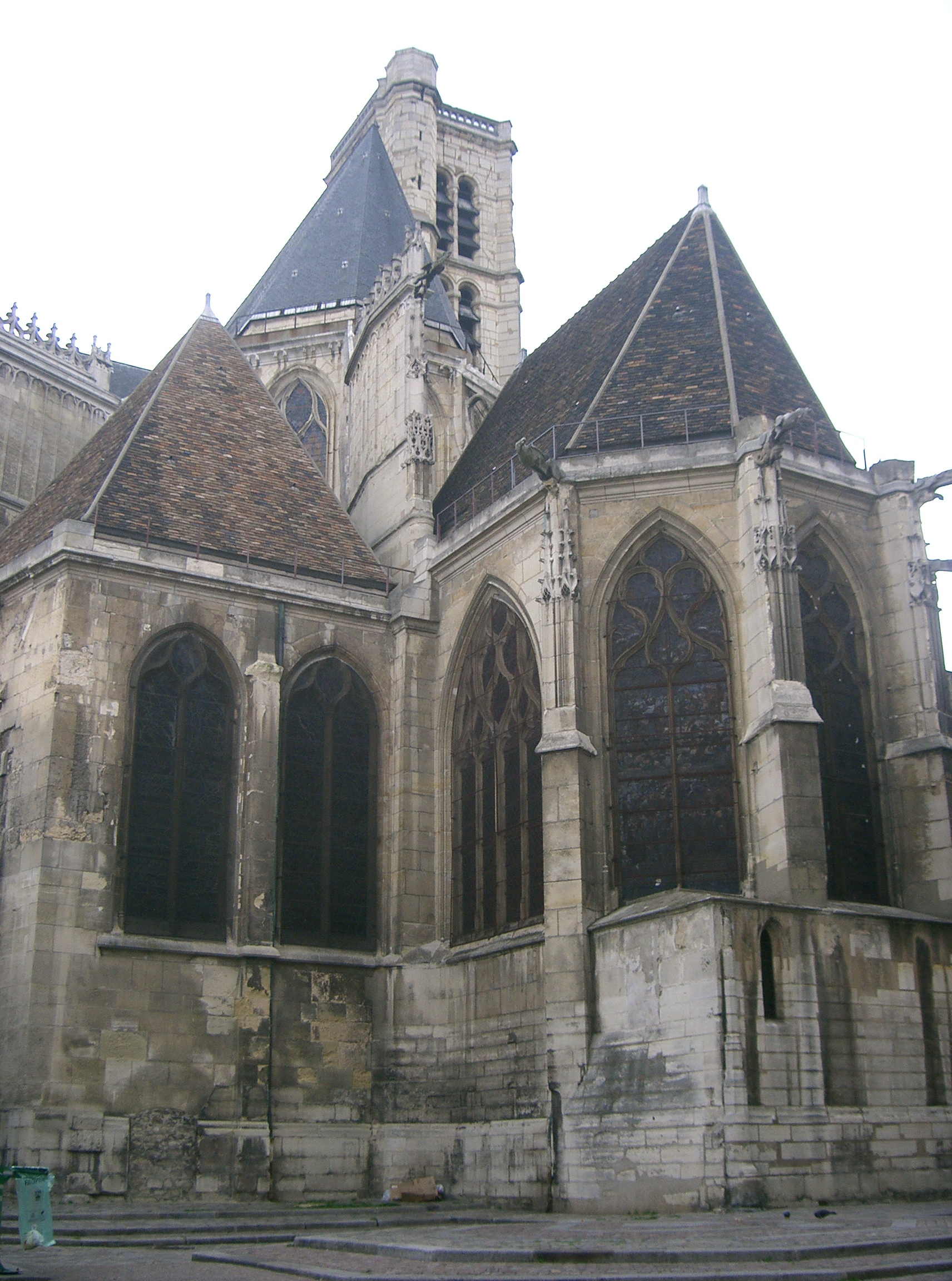
Chór kościoła

Budowa kościoła została rozpoczęta w stylu gotyckim i w tym stylu utrzymana jest większość bryły świątyni. Jedynie fasada, zbudowana przez Salomona de Brosse i Clementa Metezeau (ukończona w 1621 r.) reprezentuje klasycyzm. Obiekt jest trójnawowy, ze środkową nawą zdecydowanie wyższą od bocznych, przykryty sklepieniem krzyżowo-żebrowym. Dwa poziomy ostrołukowych okien z witrażami zapewniają dużą ilość światła we wnętrzu.
Wyposażenie obiektu jest skromne, zachowała się jedynie drewniana ambona z początku XVII wieku, skromny ołtarz główny pochodzi już z czasów współczesnych. W tylnej części obiektu zlokalizowany jest prospekt organowany, utrzymany w stylu barokowym, na którym niegdyś grał w kościele znany francuski kompozytor François Couperin. 
Fasada łączy w sobie cechy klasycyzmu i baroku. Również podzielona na trzy poziomy, zawiera dziesięć par kolumn jońskich (cztery na niższych poziomach i dwie na szczytowym), między którymi znajdują się trzy, pozbawione portali, wejścia, jedynie ponad centralnymi, głównymi drzwiami dwie pary kolumn łączy tympanon. Na środkowym poziomie umieszczone zostały rzeźby patronów kościoła. Całość zwieńczona jest półkolistym tympanonem oraz krzyżem. Na fasadzie znajdują się dwa półokrągłe okna witrażowe, dolne ze skromnym gotycyzującym maswerkiem. Do wejścia do kościoła prowadzą schody. 